# Disiloxane
Le disiloxane (DSO) est un composé chimique de formule H3Si–O–SiH3. Il s'agit d'un gaz incolore, éther le plus simple du silicium et analogue de l'éther méthylique.
Le disiloxane est produit essentiellement en convertissant du silane SiH4 ou du silicium par gazéification en un mélange de monoxyde de silicium SiO et d'hydrogène H2. Ce mélange est ensuite converti en disiloxane à l'aide d'un catalyseur. Il s'agit d'une synthèse directe en une étape permettant à la fois la synthèse et la déshydratation du silanol SiH3OH dans la même unité de traitement, sans devoir isoler et purifier le silanol entretemps.
Le disiloxane est généralement considéré comme stable dans l'eau. Il est davantage soluble que l'éther méthylique H3C–O–CH3 et s'hydrolyse très lentement :
H3SiOSiH3 + 3 H2O → 2 SiO2 + 6 H2.
Le disiloxane réagit à température ambiante avec les halogénures d'aluminium pour donner des halogénures de silyle et de silylène ainsi que du silane. Au laboratoire, le disiloxane peut être préparé à partir d'halogénure de silyle :
H3SiX + H2O → H3SiOH + HX,
2 H3SiOH → H3SiOSiH3 + H2O.
Contrairement à l'éther méthylique, le disiloxane peut également être produit par autocondensation sans catalyseur, dans la mesure où le silanol est relativement instable.